# Karl Bayer (Politiker)
Karl Bayer (* 17. Februar 1925 in Karbach/Steigerwald; † 16. Juni 1995 in Grafenau) war ein deutscher Forstmeister und Politiker (SPD, später CSU). Er war unter anderem Erster Bürgermeister von Grafenau in Niederbayern.

## Leben
Bayer wurde nach dem Besuch von Volks- und Oberschule 1943 zum Kriegsdienst eingezogen. Er beantragte am 6. Januar 1943 die Aufnahme in die NSDAP und wurde zum 20. April desselben Jahres aufgenommen (Mitgliedsnummer 9.522.715). Nach einer Offiziers- und Pilotenausbildung an der Luftkriegsschule in Berlin wurde er an der Ostfront eingesetzt. Im April 1945 wurde er schwer verwundet und geriet in sowjetische Kriegsgefangenschaft. Nach der Entlassung aus der Gefangenschaft studierte er von 1946 bis 1949 an der Ludwig-Maximilians-Universität München Forstwirtschaft. Anschließend leistete er den Vorbereitungsdienst für den höheren Staatsforstdienst ab. Nach Bestehen der Großen Forstlichen Staatsprüfung 1952 wurde der Diplom-Forstwirt als Forstassessor in den Staatsdienst übernommen. Nachdem er zunächst am Staatlichen Sägewerk Spiegelau tätig gewesen war, wurde Bayer 1959 Forstmeister am Forstamt in Spiegelau.
Bayer war Mitglied des Kreistages im Landkreis Grafenau. Er trat für die SPD als Kandidat bei der Bundestagswahl 1961 an, errang jedoch kein Mandat. Bei der Landtagswahl in Bayern 1962 wurde er über den Wahlkreis Niederbayern in den Bayerischen Landtag gewählt, dem er bis 1966 angehörte. Ab dem 1. Mai 1964 war er letzter Landrat des am 30. Juni 1972 aufgelösten Landkreises Grafenau. 1972 trat er zur CSU über. Von 1974 bis 1984 war er Erster Bürgermeister der Stadt Grafenau.